# Mahmud de Ghazna
Abu-l-Qàssim Mahmud ibn Sebüktigin més conegut com a Mahmud de Ghazna o Mahmud de Gazni (2 de novembre de 971 - 30 d'abril de 1030) fou el fundador de l'Imperi gaznèvida, que regí des del 997 fins a la seva mort. Mahmud convertí l'anterior capital de Gazni (actualment a l'Afganistan) en la rica capital d'un extens imperi que s'estenia des de l'Afganistan a la major part de l'Iran, així com al Pakistan i regions del nord-oest de l'Índia. Va ser també el primer governant a portar el títol de soldà ("autoritat"), significant l'extensió del seu poder, tot preservant els lligams ideològics del califa. Era fill de l'oficial turc i després emir Sebüktigin i d'una princesa de la noblesa local iraniana de Zabulistan.

## Biografia

### Ascens al poder
Va participar en les lluites confuses del seu pare que van marcar el final de l'emirat samànida. El 994 tots dos combatien per Nuh II ben Mansur (976-997) contra el rebel Abu Ali Simdjuri i contra Faik Kassa. Pels seus serveis Mahmud va rebre el títol de Sayd al-Dawla i el comandament de l'exèrcit del Khorasan en lloc d'Abu Ali. Amb aquesta força sota el seu comandament, a la mort del seu pare l'agost del 997 va poder reclamar la successió contra el seu germà Ismail ben Sebuktegin (997-998) designat successor pel difunt en una decisió estranya, ja que no tenia ni l'experiència ni el prestigi de Mahmud, el qual a més era el germà gran. Mahmud va derrotar el seu germà a la batalla de Gazni i va prendre el poder.

### Primeres mesures al Khorasan
Primer va restablir la situació al Khorasan expulsant el general Begtuzun que se n'havia apoderat durant la lluita entre Mahmud i Ismail. Va imposar el seu domini a la dinastia farighúnida de Gurgan en una data incerta però segurament entre 998 i 999. Pel mateix temps més o menys es va imposar a la dinastia dels shers a Ghardjistan. Es creu que la dinastia de Makran al Balutxistan el va reconèixer com a sobirà també vers 998. Llavors es va girar contra els samànides, amb l'excusa de venjar l'enderrocament (999) de l'emir Mansur II ben Nuh, (997-999). Tot seguit va aconseguir del califa al-Qàdir el nomenament directe com a governador de Khorasan i de Gazni rebent els lakabs de Yamin al-Dawla i Amin al-Milla, el primer dels quals va donar nom alternatiu a la dinastia (yamínida, més coneguda com a gaznèvida). El 1003 Mahmud va imposar la seva sobirania a la dinastia safàrida de Sistan. Quan els samànides van acabar eliminats (Ismail II ben Nuh al-Muntasir, 999-1005) el 1104 pels karakhànides o Ilek Khans, Mahmud va actuar ràpid per assegurar la possessió dels antics dominis samànides al sud de l'Oxus atès que el kan Ilig Khan Nasr ibn Ali aspirava també a dominar el Khorasan.

### Lluita amb els karakhànides
Ocupat a l'Índia, el 1105/1106 un exèrcit karakhànida va aprofitar per envair el Khorasan. Ilig Khan tenia el suport del seu parent Yusuf Kadir, kan de Kaixgar. Durant uns tres anys els karakhànides van dominar la província però finalment el 1008 en foren expulsats.
Expulsats el karakhànides, el regne de Coràsmia on regnava la dinastia mamúnida es va orientar a una política d'amistat i cooperació amb els gaznèvides, i el shah es va casar amb una germana del sultà Mahmud de Gazni. El shah Abu l-Hasan Ali va morir vers el 1008/1009 i el va succeir el seu germà Abu l-Abbas Mamun II.

### Expedicions a l'Índia
Va fer nombroses expedicions cap a l'est i el sud. Fou el terror dels xiites ismaïlites de Multan i va assolar altres parts del Sind, i sobretot terres hindús a l'Índia. Es diu que el motiu principal de les seves expedicions fou el botí i no pas el zel religiós. Nombrosos temples hindús foren saquejats i les restes van servir per embellir mesquites i palaus a Gazni i altres llocs com Lashkar-i Bazar, però principalment servien per al manteniment de l'administració i de l'exèrcit que no podia ser desmobilitzat entre campanya i campanya. En general, les seves campanyes a l'Índia es fixen en 17. La dinastia hindushàhida de Wayhind, que posava fre a l'expansió musulmana al nord-oest de l'Índia cap a la plana del Ganges, fou atacada en diverses campanyes i els seus sobirans van ser derrotats i humiliats.{efn|Jai Pal, mort el 1002/1003, Anand Pal, Trilochan Pal, mort 1021/1022, i Bhim Pal, mort el 1026 i darrer de la nissaga}} El hindushàhides es van aliar als sobirans de Kalinjar, Kanauj, Gwalior, Delhi i Ujjain sense resultats favorables. Aquests sobirans aliats també van ser atacats per Mahmud que va entrar al Doab i fins a l'Índia central. És molt coneguda la seva expedició a través del desert del Thar el 1025 que el va portar fins a Mansura, que va saquejar, i Somnath al Kathiawar (aleshores Saurashtra), on va fer un botí fabulós emportant-se les portes i destruint el temple de la ciutat; aquest fet li va valer el lakab de Kahf al-Dawla i una reputació immensa al món musulmà. Tot i això, no va conservar el Sind.
Les campanyes contra els ismaïlites de Multan es van fer el 1006 i el 1010. Mahmud de Gazni va conquerir Bhatia (probablement Uchh) el 1005 i Abul Fath Dawud ibn Nasr, el governador lodi de Multan que es reconeixia vassall del califat fatimita, es va aliar al hindushàhida Anand Pal, però finalment es va sotmetre als gaznèvides el 1006 o 1008. Es va revoltar altre cop al cap d'un temps però fou derrotat el 1010 i deportat, i Masud, fill de Mahmud, fou nomenat governador. Masud va alliberar més tard Abul Fath, que ja havia abandonat les doctrines ismaïlites. En una carta de 1033 conservada pels drusos, dirigida als unitaris de Sind i Multan, i en particular a Shaikh ibn Sumar de Multan, els exhortava a tornar a la veritable fe. El 1011 la dinastia de Kusdar al Balutxistan va reconèixer Mahmud com a sobirà suprem.

### Conquesta de Coràsmia
El 1014 el califa abbàssida al-Qadir II va enviar a Abu l-Abbas Mamun II de Coràsmia (que tenia capital a Gorgan) les insígnies i bandera i un diploma d'investidura, i el lakab d'Ayn al-dawla wa Zayn-al-Mella, que foren acceptats però no a la mateixa capital sinó a l'estepa, per no molestar Mahmud. Però aquest li va exigir d'esmentar el seu nom en la khutba (oració) en lloc del nom del califa, fer que implicava una dependència, i pagar una indemnització pel seu contacte amb el califa (a més d'haver d'enviar a Balkh diversos erudits corasmis). Mamun II va haver d'acceptar i cada vegada va quedar més en mans de Mahmud. El 1016 es va casar amb la vídua del seu germà i predecessor (i germana de Mahmud de Gazni) Kah Kaldji que per tant fou la dona successiva de dos corasmis, i feia que Mamun II i Mahmud fossin cunyats. Un partit oposat al domini gaznèvida va sorgir entre la noblesa i els caps militars. El 1017 una revolució oposada a la submissió als gaznèvides, dirigida pel comandant en cap de l'exèrcit el turc Alptigin, va matar Mamun II (març) i va posar al tron el seu jove nebot Abu l-Harith Muhammad ibn Ali. Mahmud de Gazni va agafar com excusa la mort del seu cunyat per envair el país i venjar el crim. El mateix 1017 els gaznèvides van derrotar l'exèrcit local a Hazarasp i van ocupar el territori entrant a Kath el juliol i posant fi a la dinastia. Abu l-Harith Muhammad ibn Ali fou deposat i empresonat i els implicats en la mort de Mamun van ser executats. El govern de Coràsmia fou concedit al comandant militar gaznèvida Altuntash i un exèrcit gaznèvida va quedar de guarnició al país.

### Guerra contra els buwàyhides
Mahmud va heretar dels samànides la tradició d'hostilitat als buwàyhides (daylamites xiïtes) amb els quals va disputar Rayy i la Pèrsia del nord incloent la sobirania sobre el reietons de la zona de la mar Càspia. La decadència buwàyhida va començar a la mort de Fakhr al-Dawla, emir buwàyhida de Rayy i el Jibal (997); el va succeir el seu fill Madjid al-Dawla Rustam sota regència de la seva autoritària mare Sayyida. Mahmud va imposar la seva sobirania a l'emir ziyàrida de Tabaristan i Gurgan, Manučihr ibn Kabus, però aquest vassallatge fou poc efectiu; una expedició en favor d'un pretendent al govern buwàyhida de Kirman el 1016/1017 no va tenir un resultat durador i fins al final del regnat de Mahmud aquest no es va veure amb prou forces per intentar el domini de la Pèrsia del nord en una expedició contra els buwàyhides a gran escala. Madjid al-Dawla fou enderrocat i l'emirat annexionat (1029) i les forces gaznèvides van avançar cap al nord i van sotmetre els petits principats daylamites i kurds com els dels kakúyides i els musafírides; la campanya fou justificada per una lluita contra el xiisme i el domini buwàyhida sobre els califes de Bagdad.

### Mort i successió
Es va planejar arribar a Bagdad i oposar-se als fatimites al desert de Síria però Mahmud va morir el 30 d'abril de 1030 i aquests plans es van oblidar per sempre. El va succeir el seu fill Massud ibn Massud, que aviat es va veure amenaçat per atacs dels turcmans (després dinastia seljúcida).

## Actituds regionals cap a la memòria de Mahmud
A l'Afganistan, Mahmud és considerat un heroi nacional i el gran patró de les arts, l'arquitectura i la literatura, i també l'avantguarda de l'islam i un model de virtut i de pietat.
Al Pakistan és considerat un heroi conqueridor que establí l'islam sobre una terra pagana, mentre que a l'Índia se'l descriu com un invasor iconoclasta que va saquejar la pacífica població hindú.
A l'Iran se'l recorda com un ortodox sunnita responsable de la revitalització de la cultura persa en preferir el farsi en lloc del turc i pel patronatge a poetes perses com Firdawsí, Al-Biruní i Ferishta; també pel seu símbol del Lleó i el Sol, present en l'actual bandera iraniana.
En la història dels gitanos és recordat perquè hom diu que va capturar 50.000 presoners d'aquesta ètnia.